# Tamura Saiten
Tamura Saiten (japanisch 田村 彩天; geboren Oktober 1889 in Kanazawa (Präfektur Ishikawa); gestorben 10. Oktober 1933) war ein japanischer Maler der Nihonga-Richtung.

## Leben und Werk
Tamura Saiten machte 1912 seinen Studienabschluss im Fach Nihonga an der „Tōkyō bijutsu gakkō“ (東京美術学校), einer der Vorläufereinrichtungen der heutigen Universität der Künste Tokio. Sein Lehrer war Terasaki Kōgyō.
1920 konnte Tamura zum ersten Mal ein Bild auf der „Teiten“ ausstellen, und zwar „Shunjitsu gogo“ (春日午後) – „Frühlingsnachmittag“. Danach waren Bilder von ihm auf weiteren Ausstellungen zu sehen: 
- „Boshun no ame“ (暮春の雨) – „Regen am Frühlingsende“,
- „Ikaru no haru“ (斑鳩の春) – „Frühling in Ikaru“[A 2]
- 1925 auf der 6. Teiten „Yumedono“ (夢殿) – „Yumedono“, die „Halle der Träume“ im Hōryū-ji, mit Auszeichnung,
- 1927 auf der 8. Teiten „Hochi Shunshō“ (鳳池春宵) – „Frühlingsabend am Phönixteich“, mit Auszeichnung.

Daneben stellte Tamura auch auf der Ausstellungsreihe „Shōtokutaishi hōsan bijutsu-ten“ (聖徳太子奉讃美術展), einer Ausstellungsreihe zu Ehren des Prinzen Shōtoku aus: auf der 1. 1926 das Bild „Hōshun reiu“ (報春麗雨) – „Guter Frühlingsregen“ und auf der 2. 1930 das Bild „Tori no koma“ (鳥の駒) – „Vogelszene“. Das Bild „Ukai“ (鵜飼) – „Fischende Kormorane“, das er 1931 auf der 12. „Teiten“ zeigte, war das letzte von ihm. 1931 war er auch auf der „Ausstellung japanische Malerei“ in Berlin zu sehen.

## Bilder

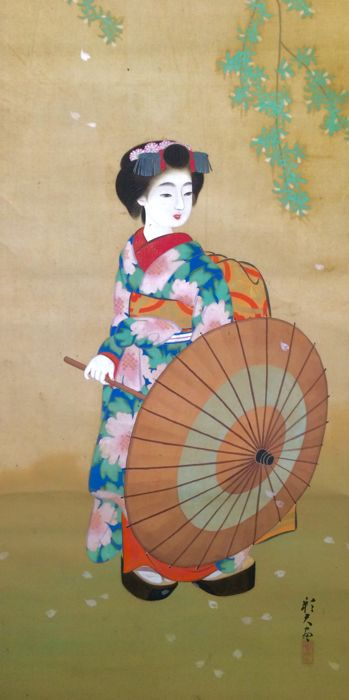
Geisha
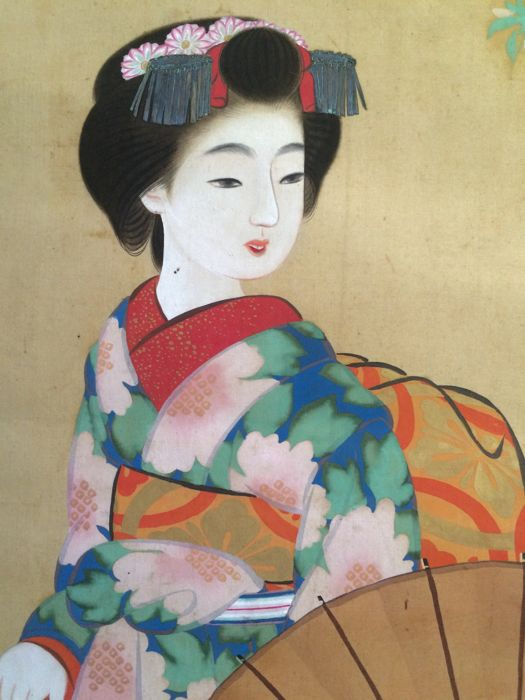
Detail
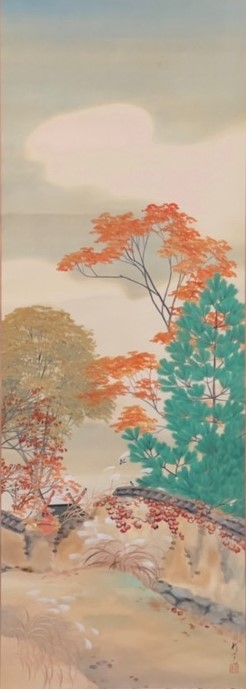
Herbst
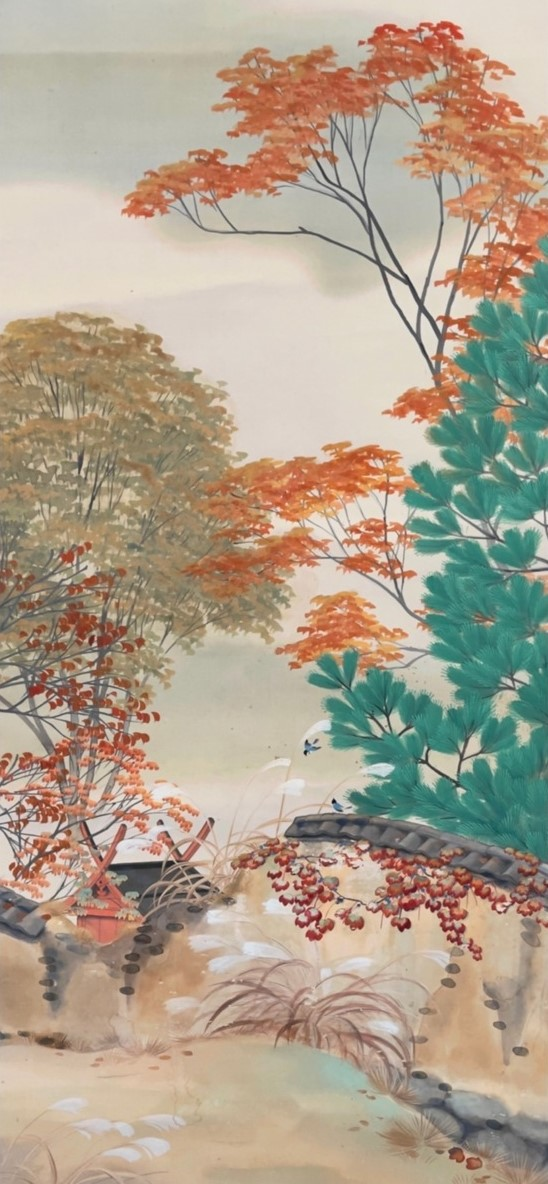
Detail
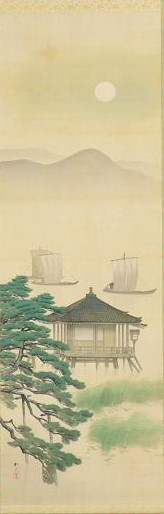
Ukimidô[A 3]
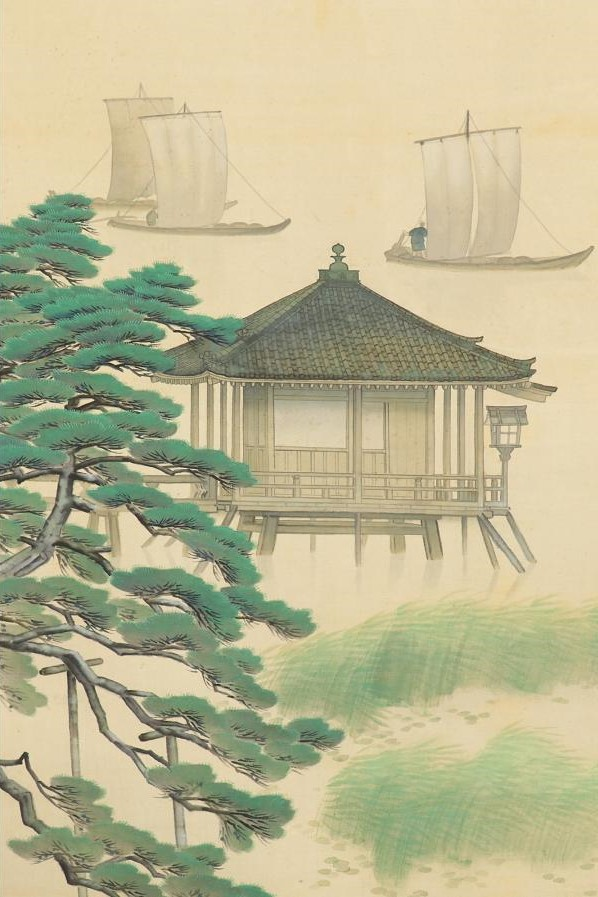
Detail